# Nieważność decyzji administracyjnej
Nieważność decyzji administracyjnej – instytucja postępowania administracyjnego. Stwierdzenie nieważności decyzji administracyjnej należy do postępowania nadzwyczajnego w administracji, którego celem jest weryfikacja decyzji ostatecznej. W Kodeksie postępowania administracyjnego postępowanie w sprawie stwierdzenia nieważności decyzji administracyjnej uregulowane jest w art. 156. Przepisy o stwierdzeniu nieważności decyzji stosuje się odpowiednio do postanowień.

## Przesłanki stwierdzenia nieważności decyzji administracyjnej
Organ administracji publicznej stwierdza nieważność decyzji, która:
- wydana została z naruszeniem przepisów o właściwości;
- dotyczy sprawy już poprzednio rozstrzygniętej inną decyzją ostateczną albo załatwionej milcząco;
- została skierowana do osoby niebędącej stroną w sprawie;
- zawiera wadę powodującą jej nieważność z mocy prawa;
- wydana została bez podstawy prawnej lub z rażącym naruszeniem prawa;
- była niewykonalna w dniu jej wydania i jej niewykonalność ma charakter trwały;
- w razie jej wykonania wywołałaby czyn zagrożony karą[2].

## Właściwość organu
Właściwy do stwierdzenia nieważności decyzji jest organ wyższego stopnia nad organem, który wydał daną decyzję, a gdy decyzja wydana została przez ministra lub samorządowe kolegium odwoławcze - ten organ.

## Wszczęcie postępowania i stwierdzenie nieważności decyzji
Postępowanie w sprawie stwierdzenia nieważności decyzji wszczyna się na żądanie strony lub z urzędu. Rozstrzygnięcie w sprawie stwierdzenia nieważności decyzji następuje w drodze decyzji. Odmowa wszczęcia postępowania w sprawie stwierdzenia nieważności decyzji, następuje w drodze postanowienia wydawanego na podstawie art. 61a § 1 kpa. Aktualnie w sprawie odmowy wszczęcia postępowania "nieważnościowego" nie wydaje się decyzji, nie znajduje zastosowania art. 158 § 1 kpa.
Zgodnie z art. 156 § 2 kpa nie można stwierdzić nieważności decyzji, jeżeli od jej doręczenia lub ogłoszenia minęło dziesięć lat; nie można też stwierdzić nieważności decyzji, jeżeli wywołała nieodwracalne skutki prawne. W takich sytuacjach organ ogranicza się do stwierdzenia wydania zaskarżonej decyzji z naruszeniem prawa oraz wskazania okoliczności, z powodu których nie stwierdził nieważności decyzji. Jeżeli od dnia doręczenia lubb ogłoszenia decyzji upłynęło trzydzieści lat, nie wszczyna się postępowania w sprawie stwierdzenia nieważności decyzji (art. 158 § 3 kpa).

## Względna suspensywność
Jeżeli zachodzi prawdopodobieństwo, że decyzja jest dotknięta jedną z wad, powodujących nieważność, organ administracji publicznej, który jest właściwy w sprawie, wstrzymuje z urzędu lub na żądanie strony wykonanie decyzji. Wstrzymanie następuje w drodze postanowienia, na które przysługuje zażalenie.